# Coventry
Coventry là một thành phố và là một khu tự quản vùng đô thị ở West Midlands của Anh, Anh quốc. Với dân số 303.475 người vào thời điểm Điều tra dân số năm 2001 (306.000 ước tính năm 2007), Coventry là thành phố lớn thứ 9 ở Anh và lớn thứ 11 ở Vương quốc Liên hiệp Anh và Bắc Ireland. Đây là thành phố lớn thứ hai về mặt dân số, sau Birmingham ở miền trung nước Anh. Coventry cách London 95 dặm Anh (153 km) về phía Tây Bắc London và cách Birmingham 30 km về phía Đông, và đáng chú ý là thành phố cách xa bờ biển nhất trong các thành phố Anh. Thành phố này cũng là thành phố kết nghĩa đầu tiên khi nó thiết lập quan hệ kết nghĩa với thành phố Nga Stalingrad (ngày nay là Volgograd) trong thời kỳ Chiến tranh thế giới thứ hai. Thành phố này cũng kết nghĩa với Dresden, Đức và với 27 thành phố khác trên thế giới.
Coventry nổi tiếng nhất là nơi có Nhà thờ lớn hiện đại được xây sau bị ném bom phá hủy nhà thờ cũ trong thời kỳ Chiến tranh thế giới thứ hai bởi Luftwaffe. Coventry từ đó đã phát triển uy tín quốc tế của mình là một trong những thành phố lớn hòa giải và hòa bình của châu Âu. Coventry cũng nổi bật vì các công ty mô tô Coventry đã đóng góp đáng kể cho ngành mô tô Anh quốc, và cũng do nơi đây có hai trường đại học, Đại học Coventry có trụ sở tại thành phố và Đại học Warwick đóng ở ngoại ô phía Nam. Coventry cũng nổi tiếng về truyền thuyết thế kỷ 11 về Lady Godiva.
Cư dân và những người sinh ra tại thành phố này trong tiếng Anh được gọi là "Coventrian" (hoặc trong tiếng lóng bản địa là "Cov Kids").